# Slovenské Kľačany
Slovenské Kľačany – wieś (obec) na Słowacji położona w kraju bańskobystrzyckim, w powiecie Veľký Krtíš. Pierwsze wzmianki o miejscowości pochodzą z 1379 roku.
Według danych z dnia 31 grudnia 2012 roku, wieś zamieszkiwały 162 osoby, w tym 91 kobiet i 71 mężczyzn.
W 2001 roku rozkład populacji względem narodowości i przynależności etnicznej wyglądał następująco:
- Słowacy – 94,16%
- Czesi – 1,3%
- Romowie – 0,65%
- Węgrzy – 1,3%

Ze względu na wyznawaną religię struktura mieszkańców kształtowała się w 2001 roku następująco:
- Katolicy rzymscy – 48,05%
- Ewangelicy – 33,77%
- Ateiści – 14,94%
- Nie podano – 3,25%